# Triodontopyga flavolimbata
Triodontopyga flavolimbata är en tvåvingeart som först beskrevs av Jacques-Marie-Frangile Bigot 1889.  Triodontopyga flavolimbata ingår i släktet Triodontopyga och familjen parasitflugor. Inga underarter finns listade i Catalogue of Life.